# Línea 101 (Buenos Aires)
La línea 101 es una línea de colectivos del Área Metropolitana de Buenos Aires. Une el barrio porteño de Retiro con la localidad de Ingeniero Budge, ubicado en el Partido de Lomas de Zamora en el Sur del conurbano bonaerense y el Barrio Samoré, ubicado en el barrio porteño de Villa Lugano. 
La línea es operada por Doscientos Ocho Transporte Automotor (DOTA), quien también controla las líneas 28 y 44. Además sus unidades son aptas para personas con movilidad reducida y poseen aire acondicionado.
La línea fue adquirida por DOTA en la década de los noventa, aunque no sé sabe en qué fecha exacta.
Originalmente, la línea formaba parte de la empresa Los Patricios SRL, contando con unidades de color azul, blanco y negro.

## Recorridos
Los siguientes recorridos, son los que realiza la línea 101, en sus distintas variantes:

### Recorrido A - Barrio Samoré (Capital Federal) -- Estación Terminal de ómnibus de Retiro (Capital Federal)
- - Ida A Estación Terminal De Ómnibus De Retiro: Desde Escalada Y Avenida Castañares Por Escalada, Saraza, (Universidad Tecnológica Nacional Campus Alte. Brown), Mozart, Santander, Fernández, Lateral Sur De Autopista Teniente General Luis J. Dellepiane, Zuviría, Mariano Acosta, Avenida Eva Perón, San Pedrito, Zuviría, Avenida Varela, Avelino Díaz, Avenida Carabobo, Avenida Cobo, Avenida Caseros, La Rioja, Ecuador, Bartolomé Mitre, Avenida Pueyrredón, Viamonte, Presidente José Evaristo Uriburu, Avenida General Las Heras, Montevideo, Avenida Santa Fe, Calle San Martín, Avenida Eduardo Madero, Avenida Doctor José María Ramos Mejía, Avenida Antártida Argentina, Mayor Arturo P. Luisoni, T. Fels, Gendarmería Nacional, Gilardo Girardi, Calle 10, Calle Interna A La Estación Terminal De Mnibus De Retiro Donde Estaciona.

- - Regreso A Barrio Samoré: Desde Estación Terminal De Ómnibus De Retiro Por Calle Interna De La Misma, Avenida Antártida Argentina, Avenida Doctor José María Ramos Mejía, Juncal, Arenales, Vicente López, Junín, Avenida Córdoba, Avenida Pueyrredón, Avenida Jujuy, Venezuela, Deán Funes, Avenida Chiclana, Deán Funes, Avenida Caseros, Avenida Cobo, Avenida Carabobo, Santander, Avenida Varela, Crisóstomo Álvarez, Mariano Acosta, Avenida Eva Perón, Lacarra, Crisóstomo Álvarez, Fernández, Santander, Mozart, (Universidad Tecnológica Nacional Campus Alte. Brown), Saraza, Escalada Hasta Avenida Castañares.

### Recorrido B – Barrio Samoré – Plaza Miserere (Once) – Puente de la Noria – Ingeniero Budge – Servicio Común
- - Ida A Estación Terminal De Ómnibus De Retiro: Desde Necol N° 2444 Continuando Por Necol, Claudio De Alas, Recondo, Camino Presidente Juan Domingo Peron, Terminal De Microómnibus Puente De La Noria, Cruce Puente De La Noria, Avenida General Paz, Avenida Coronel Roca, Lisandro De La Torre, Berón De Astrada, Cafayate, Avenida General Francisco Fernández De La Cruz, Avenida Chiclana, Avenida Caseros, La Rioja, Ecuador, Bartolomé Mitre,Avenida Pueyrredón, Viamonte, Presidente José Evaristo Uriburu, Avenida General Las Heras, Calle Montevideo, Avenida Santa Fe, Calle San Martín, Avenida Eduardo Madero, Avenida Doctor José María Ramos Mejía, Avenida Antártida Argentina, Mayor Arturo P. Luisoni, T. Fels, Gendarmería Nacional, Gilardo Girardi, Calle 10, Calle Interna A La Estación Terminal De Ómnibus De Retiro Donde Estaciona.

- - Regreso A Necol N° 2444: Desde Estación Terminal De Ómnibus De Retiro Por Calle Interna De La Misma, Avenida Antártida Argentina, Avenida Doctor José María Ramos Mejía, Juncal, Arenales, Vicente López, Junín, Avenida Córdoba, Avenida Pueyrredón, Avenida Jujuy, Venezuela, Deán Funes, Avenida Chiclana, Deán Funes, Avenida Caseros, Maza, Avenida Chiclana, Avenida Francisco Fernández De La Cruz, Cafayate, Berón De Astrada, Lisandro De La Torre, Avenida Coronel Roca ,Avenida General Paz, Cruce Puente De La Noria, Terminal De Microómnibus Puente De La Noria, Camino Presidente Juan Domingo Peron, Recondo, Claudio De Alas, Necol Hasta Necol N° 2444.

## Lugares de interés
La línea 101 recorre algunos lugares famosos, históricos y de interés, como los siguientes: Estación de Retiro, Puente La Noria, estación de trenes de Once